# Janusz Wojciechowski
Janusz Czesław Wojciechowski (født 6. december 1954 i Rawa Mazowiecka) er en polsk jurist og politiker fra Lov og Retfærdighed. Wojciechowski blev i 2019 udnævnt som Europa-Kommissær i von der Leyen-kommissionen med ansvar for landbrug. Han var medlem af Europa-Parlamentet fra 2004 til 2016, og fra 2016 valgt som medlem af EU's revisionret.
Wojciechowski repræsenterede nationalt partiet Lov og Retfærdighed og var medlem af Gruppen af Europæiske Konservative og Reformister (ECR) i Europa-Parlamentet fra 2009. Indtil 2009 repræsenterede han Polens Folkeparti nationalt og var med i Det Europæiske Folkepartis Gruppe (Kristelige Demokrater) (EPP) i Eurupa-Parlamentet.
Wojciechowski tog juridisk embedseksamen i 1977 og arbejdede derefter i anklagemyndigheden og som dommer. Han var medlem af Sejm fra 1993 til 1995 og fra 2001 til 2004.